# يوكي آبي (لاعب كرة قدم مواليد 1989)
يوكي آبي (باليابانية: 阿部 優) (16 أغسطس 1989 في طوكيو في اليابان – )؛ هو لاعب كرة قدم ياباني سابق كان يلعب كمهاجم.

## وصلات خارجية
- يوكي آبي (1989) على موقع رابطة كرة القدم اليابانية للمحترفين (اليابانية)